# 卡氏異鱗石首魚
卡氏異鱗石首魚為輻鰭魚綱鱸形目鱸亞目石首魚科的其中一種，分布南美洲委內瑞拉的奧里諾科河流域，體長可達33公分，棲息在溪流河口區，屬肉食性。